# Bungarus wanghaotingi
Bungarus wanghaotingi е вид змия от семейство Аспидови (Elapidae). Видът не е застрашен от изчезване.

## Разпространение
Разпространен е във Виетнам, Китай (Юннан), Лаос и Мианмар.